# ميناء الفحل

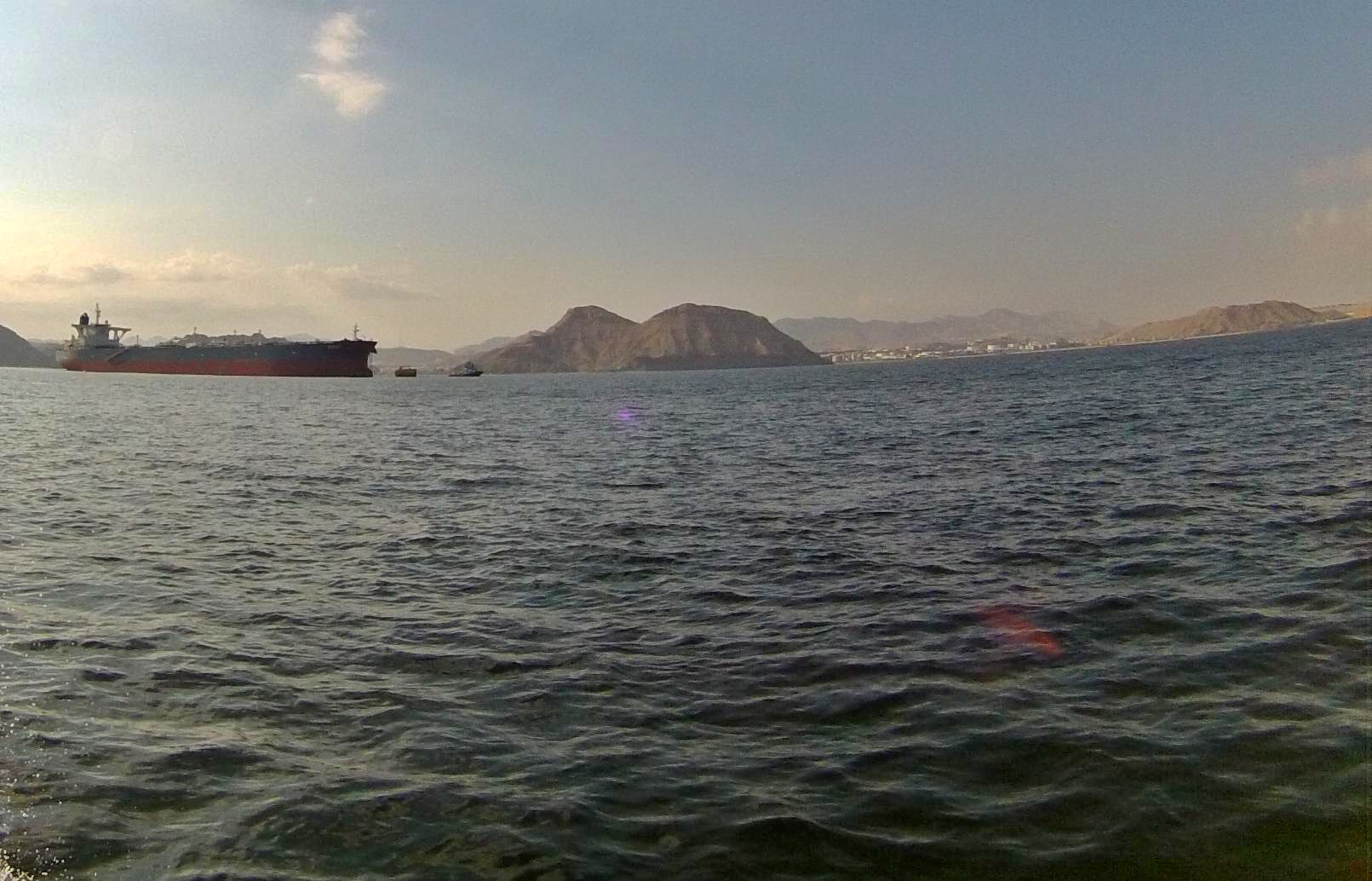
ميناء الفحل من البحر

ميناء الفحل ، والمعروف أيضًا باسم ميناء سيح المالح، هي منطقة ساحلية في شمال شرق سلطنة عمان، بالقرب من عاصمة البلاد، مسقط (عمان). تم إعادة تسميته من سيح المالح حيث تم تطوير مصنع معالجة البترول.  نه مجال رئيسي لعمليات البترول في البلاد. تقع شركة تنمية نفط عُمان (PDO) في ميناء الفحل ، وشركة مصفاة عمان شركة النفط العُمانية للمصافي والصناعات البترولية (ORC)  لديها مصفاة تكرير نفط تبلغ قدرته 104 آلاف برميل في اليوم. يتم تحميل منتجات النفط الخام ومصافي التكرير على ناقلات قبالة ميناء الفحل عن طريق خط أنابيب تحت البحر وأنظمة SBM (العوامة الفردية). اثنان من SBMs مملوكة لشركة PDO للتصدير الخام والثالث مملوك لشركة SOM (شل عمان للتسويق).

## روابط خارجية
- History of Petroleum Development Oman